# 페기 플래너건
페기 플래너건(Peggy Flanagan, 1979년 9월 22일 ~ )은 미국의 정치인으로 현재 미네소타주 부지사이다. 현직 주지사는 팀 월즈이다.

## 학력
- 미네소타 대학교 인문사회 학사

## 경력
- 2015.11 ~ 2019.01 제89·90대 미네소타주 제46A선거구 하원의원
- 2019.01 ~ 제50대 미네소타 부지사

## 역대 선거 결과
| 선거명        | 직책명                          | 대수 | 정당   | 득표율 | 득표수      | 결과 | 당락                 |
| ------------- | ------------------------------- | ---- | ------ | ------ | ----------- | ---- | -------------------- |
| 2015년 재선거 | 하원의원 (미네소타 제46A선거구) | 89대 | 민주당 | 96.40% | 3,137표     | 1위  | 미네소테 주의원 당선 |
| 2016년 선거   | 하원의원 (미네소타 제46A선거구) | 90대 | 민주당 | 63.85% | 15,187표    | 1위  | 미네소테 주의원 당선 |
| 2018년 선거   | 미네소타 부지사                 | 50대 | 민주당 | 53.84% | 1,393,096표 | 1위  | 미네소타 부지사 당선 |
| 2022년 선거   | 미네소타 부지사                 | 50대 | 민주당 | 52.27% | 1,311,607표 | 1위  | 미네소타 지사 당선   |